# Els Estanyols (Censà)
Els Estanyols és un petit grup de dos estanys contigus d'origen glacial de la comuna de Censà, a la comarca del Conflent, de la Catalunya del Nord.
Es troben en el vessant de ponent de la vall de la Ribera de Cabrils, anomenada Ribera de Censà en aquesta comuna. Són en el vessant oriental del Puig de l'Esquena d'Ase, al costat nord del Bosc de la Sorda. Al costat dels estanys hi ha un refugi de muntanya. L'estanyol inferior està reforçat amb una petita resclosa en el seu costat sud-oest.